# Thierry Baudet
Thierry Henri Philippe Baudet (Heemstede, 28 gennaio 1983) è un politico olandese di estrema destra, leader del Forum per la Democrazia (FvD, olandese: Forum voor Democratie) da quando lo ha fondato nel 2016. Dal 2017 è membro della Camera dei Rappresentanti. È un politico controverso a causa delle sue opinioni e del suo uso di attacchi personali contro i suoi avversari.

## Biografia
Baudet nacque a Heemstede da una famiglia di origini valloni e indonesiane. Ha studiato giurisprudenza all'Università di Amsterdam e ha conseguito un dottorato di ricerca all'Università di Leiden, dove è stato professore di materie giuridiche. Baudet è un euroscettico, contrario al multiculturalismo e assertore dell'esistenza di teorie del complotto. Nel 2014 ha tenuto un discorso all'evento nazionalista fiammingo IJzerwake. Ha anche parlato in diverse conferenze del Vlaams Belang. Baudet ha dichiarato che le sue convinzioni politiche conservatrici sono state in gran parte influenzate da due eventi nel suo primo anno da studente universitario di storia ad Amsterdam: gli attentati dell'11 settembre e l'assassinio di Pim Fortuyn.
Nel 2016, in seguito alla vittoria parlamentare del FvD, Baudet ha pronunciato un discorso controverso, esprimendo la sua convinzione che "l'Europa vive in un vuoto culturale e spirituale, dimenticando che una volta la civiltà occidentale si è diffusa con sicurezza in ogni angolo del mondo". Baudet teneva una rubrica su NRC Handelsblad, ed è stato pubblicato su Le Monde, PressEurope e European Ideas. Si è definito "il più importante intellettuale dei Paesi Bassi. Alle elezioni generali del 2017 il suo partito di recente fondazione ha ottenuto due seggi alla Camera dei rappresentanti, e Baudet è stato eletto deputato. Nel novembre 2020, in seguito alle rivelazioni del quotidiano Het Parool sulle dichiarazioni neonaziste e antisemite dei leader del movimento giovanile Forum per la democrazia, alcuni dei quali a lui molto vicini, Thierry Baudet si è dimesso dalla sua posizione nel partito.
Nel 2021 ha definito "illegittimi" i processi di Norimberga contro i leader del Terzo Reich. Nel dicembre dello stesso anno, gli è stato ordinato da un tribunale di rimuovere i messaggi dai suoi account sui social media, in cui aveva paragonato le restrizioni dettate dalla pandemia di COVID-19 all'Olocausto. Il 26 ottobre 2023 Baudet è stato aggredito con un ombrello al suo arrivo all'Università di Gand. Il 20 novembre 2023 Baudet è stato ricoverato in ospedale dopo essere stato aggredito con una bottiglia in un bar di Groningen.

## Opinioni politiche

### Euroscetticismo
Baudet è un conservatore nazionale ed euroscettico, favorevole sia all'uscita dei Paesi Bassi dall'Unione Europea che all'eventuale dissoluzione dell'UE. È contrario all'immigrazione non qualificata nei Paesi Bassi. In un discorso ha descritto l'immigrazione come causa di una "diluizione omeopatica" della cultura olandese, e in un'intervista ha affermato di voler preservare le culture e le etnie native dell'Europa così come sono.

### Ucraina
Baudet è contrario all'accordo di associazione tra l'Unione europea e l'Ucraina. Insieme a GeenStijl e all’associazione Burgercomité EU, Forum for Democracy è stato uno dei promotori della campagna per raccogliere le firme necessarie per il referendum del 2016 sull’accordo di associazione olandese tra Ucraina e Unione europea. Baudet e il Forum per la Democrazia si sono battuti per il "No" a questo referendum. Durante la campagna, Baudet in più occasioni ha diffuso notizie false, comprese false segnalazioni di presunti crimini da parte dell'esercito ucraino, e si è associato all'attivista filo-russo Vladimir Kornilov descritto una volta dallo stesso Baudet come "un russo pagato da Putin". Nel novembre 2016, Baudet ha co-firmato una lettera, avviata dai giornalisti Billy Six e Joost Niemöller, che metteva in dubbio l'indipendenza delle indagini sull'MH17 e chiedeva a Donald Trump di premere per una nuova indagine. Ciò ha portato alle critiche da parte dei parenti sopravvissuti. Nel maggio 2018, ha appoggiato il governo olandese nel ritenere la Russia responsabile dell'incidente dell'abbattimento dell'MH17.
Nel febbraio 2022, dopo che la Russia ha riconosciuto ufficialmente le regioni separatiste dell’Ucraina come nazioni indipendenti e ha schierato truppe militari nel Donbass, Baudet ha espresso la sua approvazione per le azioni di Vladimir Putin. Il 24 febbraio 2022, durante l'invasione russa dell'Ucraina, Baudet ha dichiarato che la Russia veniva "denigrata inutilmente". Durante un dibattito in parlamento il 28 febbraio, si rifiutò esplicitamente di condannare l'invasione. Nell'agosto 2022, Baudet ha descritto Putin come "un grande eroe" che combatte una lotta "eroica" contro i "globalisti".
Baudet ha opinioni forti sulle arti, argomento del suo libro Oikofobie; considera l'arte non occidentale e il modernismo occidentale post-1900 nelle arti visive inferiori al realismo occidentale, incoraggia l'educazione e la programmazione della musica tonale e non ama l'architettura moderna post-1950. In reazione a ciò, il musicologo Yuri Landman mise in guardia Baudet dall'avvicinarsi al concetto di arte degenerata con la sua critica conservatrice.
Baudet parla spesso della percezione dell'esistenza di un "cartello di partiti", in cui i principali partiti al governo dei Paesi Bassi si dividono il potere e cospirano per gli stessi obiettivi, nonostante si dichiarino concorrenti.

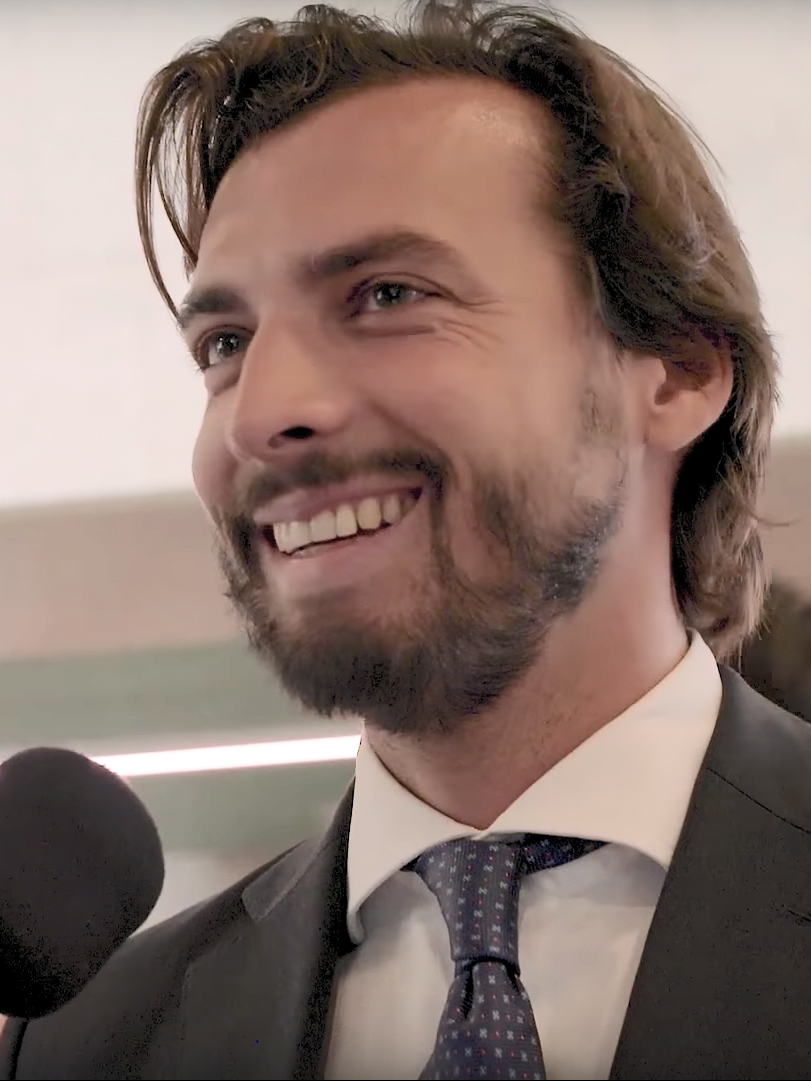
Thierry Baudet nel 2018

### L'Islam
Non è religioso, ma ha espresso in diverse occasioni simpatia per il cristianesimo. In un’intervista del 2017 si definiva un “cristiano culturale agnostico”. In un'intervista nel 2022, tuttavia, ha preso le distanze da questa religione, dicendo che è una convinzione "per perdenti" e che "manca di mascolinità". Baudet è critico nei confronti dell'Islam e ha espresso preoccupazione sia per gli alti livelli che per la mancanza di assimilazione dei migranti provenienti dalle società islamiche. Ha dichiarato il suo disaccordo con la proposta avanzata da un altro politico olandese, Geert Wilders, di vietare le copie del Corano. Nel frattempo, ha anche elogiato Wilders come qualcuno che "ha messo all'ordine del giorno il problema significativo che abbiamo oggi con l'Islam radicale e l'immigrazione musulmana". Baudet ha chiesto alle scuole islamiche nei Paesi Bassi di aderire ai valori occidentali. Ha criticato la gestione sia olandese che europea dell'immigrazione e dell'assimilazione. Durante le elezioni generali olandesi del 2017, Baudet è stato uno dei pochi politici olandesi a dire che avrebbe formato una coalizione con il Partito per la Libertà di Wilders. Baudet ha anche espresso ammirazione per il politico olandese assassinato Pim Fortuyn, e sia i media olandesi che quelli stranieri hanno fatto confronti sia ideologici che di personalità tra i due uomini.
Nel febbraio 2018 Baudet si è confrontato con Femke Halsema in un dibattito sulla questione se esista una relazione tra QI e razza. Hiddema e il numero due della lista del partito di Baudet per le elezioni municipali olandesi del 2018 ad Amsterdam, Yernaz Ramautarsing, hanno dichiarato di ritenere che ciò fosse vero mentre Baudet si è rifiutato di rispondere alla domanda. Il vice primo ministro Kajsa Ollongren ha affermato che il Forum per la democrazia è una minaccia più grande del Partito per la libertà e che i membri hanno un fascino malsano per le differenze razziali; Baudet ha presentato una denuncia per diffamazione presso una stazione di polizia di Amsterdam. Hiddema lo ha sostenuto come suo difensore. Nel febbraio 2021, Elsevier ha riferito di aver scoperto messaggi WhatsApp inviati da Baudet ad altri membri del partito, in cui affermava che i bianchi hanno un QI più alto rispetto agli ispanici e agli afroamericani. Secondo quanto riferito, Baudet e molti altri membri hanno inviato messaggi in cui usavano insulti razzisti ed esprimevano la loro opposizione alle relazioni interrazziali. 
Baudet aderisce alla teoria del complotto del marxismo culturale che suggerisce uno sforzo calcolato per distruggere la cultura occidentale con mezzi accademici e intellettuali. Baudet accusa l'Unione europea di essere "un progetto culturale marxista, con l'obiettivo di distruggere la civiltà europea".

### La COVID-19
Baudet ha affermato che la COVID-19 è stato introdotto da George Soros per "rubare la libertà", un'affermazione che comunque poi nega. Presumibilmente ha anche espresso commenti antisemiti. A seguito di queste affermazioni nel novembre 2020, pubblicate da uno dei senatori del suo partito, Baudet si è dimesso temporaneamente da leader del partito che stava dividendosi. Ben presto ritornò come leader del partito, ma ormai molti membri del partito avevano abbandonato il Forum per la Democrazia, compresa la maggioranza dei senatori e tutti i membri del partito al Parlamento europeo.
Nel 2021, Baudet ha risposto a un articolo sulla popolazione migrante di Bruxelles twittando che era necessaria una "strategia di fuga, Madagascar o qualcosa del genere". Questo fu ampiamente percepito come un riferimento al Piano Madagascar, il piano del governo della Germania nazista per trasferire con la forza l'intera popolazione ebraica europea in Madagascar. 

### Gli ebrei
Baudet e i deputati del suo partito hanno più volte paragonato le misure volte a contrastare la diffusione della COVID-19 alla persecuzione degli ebrei da parte della Germania nazista. Nel maggio 2021, ciò ha portato a un'altra scissione nel partito. Nel settembre 2021, Baudet ha partecipato a una protesta contro le misure per combattere la COVID-19, in cui diversi manifestanti indossavano distintivi ebraici, cosa che ha suscitato condanna. Ciò ha portato cinque organizzazioni ebraiche a chiedere al Parlamento di prendere esplicitamente le distanze dal confronto delle misure con la persecuzione degli ebrei e l'Olocausto. In risposta, Baudet ha pubblicato un tweet in cui affermava che le organizzazioni ebraiche "non possiedono la guerra" e ha scritto la parola Olocausto tra virgolette, cosa è stata interpretata come un fischietto antisemita. Baudet fu ampiamente condannato da altri politici e organizzazioni ebraiche. Filo-russo, ha affermato che la guerra del 2022 in Ucraina è colpa dell'Occidente e che il presidente russo è l’unico che può affrontare l’élite. Crede che Putin debba vincere la guerra contro l'Ucraina e dice che "dobbiamo fare tutto il possibile per sostenerlo". Ha anche affermato che gli attacchi dell'11 settembre erano operazioni sotto falsa bandiera e ha insinuato che lo sbarco sulla Luna dell'Apollo 11 fosse una messa in scena, entrambi attuati dal governo degli Stati Uniti.
In un'intervista dell'ottobre 2022, Baudet ha insistito sulla teoria del complotto secondo cui il mondo è controllato da "rettiliani malvagi".